# Ricci (planetoïde)
(13642) Ricci (1996 HX) is een planetoïde, welke deel uitmaakt van de planetoïdengordel tussen Mars en Jupiter. Deze planetoïde is ontdekt door Paul Comba op 19 april 1996 en is vernoemd naar de Italiaanse astronoom Gregorio Ricci-Curbastro (1853-1925).